# Região geográfica imediata
Região geográfica imediata ist die 2017 durch das Instituto Brasileiro de Geografia e Estatística neu eingeführte Gliederung Brasiliens nach statistisch-geographischen Regionen. Sie ersetzt die frühere Gliederung als Mikroregionen. Sie haben keine gebietskörperschaftliche Funktion.
Die Gliederung in Mikroregionen war seit 1989 in Kraft, dabei wurden zunächst die Mesoregionen bestimmt, danach diese in kleinere Regionen unterteilt. Bei der Neugliederung nach geographischen Regionen erfolgte die Vorgehensweise umgekehrt: zunächst wurden die Regiões Geográficas Imediadas, das sind die unmittelbar (imediata) nebeneinander liegenden municípios (politischen Gemeinden) bestimmt, danach die zugehörige Região geográfica intermediária, der Ersatz für die Mesoregionen.
Maßgeblich sind gleichartige Elemente wie Land- und Bevölkerungsstrukturen, Wirtschafts- und Arbeitsmarktlage. Die „Unmittelbaren Geographischen Regionen“ führen eine sechsstellige Codenummer.
Ähnliche Gliederungen finden sich in Europa z. B. mit NUTS und LAUs.